# Povodí Němenu
Povodí Němenu je evropské povodí řeky 1. řádu, součást úmoří Baltského moře. Tvoří je oblast, ze které řeka Němen odvádí vodu do moře buď přímo, nebo prostřednictvím svých přítoků. Jeho hranici tvoří rozvodí se sousedními povodími. Na západě je to povodí Pregoly, na jihozápadě povodí Visly, na jihu a východě povodí Dněpru, na severovýchodě povodí Daugavy, na severu povodí Lielupe a na severozápadě povodí Venty a menších přítoků Baltského moře. Povodí je celkově nízko položené, nejvyšším bodem povodí je s nadmořskou výškou 345 m Dzjaržynskaja hara v Běloruských vrších (nejvyšší bod Běloruska). Rozvodnice s povodím Dněpru je zároveň součástí hlavního evropského rozvodí mezi úmořím Baltského a Černého moře.

## Státy na povodí

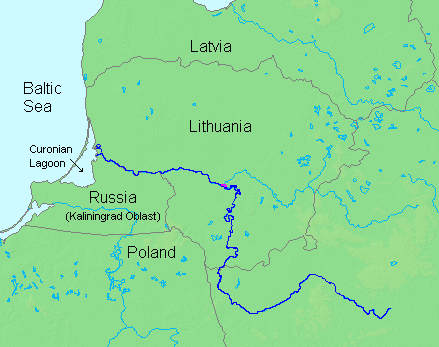
tok řeky Němen

Povodí zasahuje na území 5 států, zejména Litvy a Běloruska, zatímco do Lotyšska jen zcela okrajově. Tabulka uvádí rozlohy v jednotlivých zemích (jak jsou uvedené v příslušných zdrojích) v km², dále jaká část povodí ve kterém státě leží, a jakou část dotyčného státu zabírá.
| Země      | Cawater | VSE    | lt.wiki | podíl   | podíl ze stát. území |
| --------- | ------- | ------ | ------- | ------- | -------------------- |
| Litva     | 39 700  | [ 3 ]  | 46 700  | 47,7 %  | 71,5 %               |
| Bělorusko | 41 700  | [ 3 ]  | 45 450  | 46,4 %  | 21,9 %               |
| Rusko     | 4 800   | [ 3 ]  | 3 170   | 3,2 %   | 0,02 %*              |
| Polsko    | 3 800   | [ 3 ]  | 2 520   | 2,6 %   | 0,8 %                |
| Lotyšsko  | 300     | [ 3 ]  | 88      | 0,1 %   | 0,1 %                |
| celkem    | 90 300  | 98 200 | 97 928  | 100,0 % | —                    |

* – z Kaliningradské oblasti zabírá 21,0 %